# Ulf Gebken

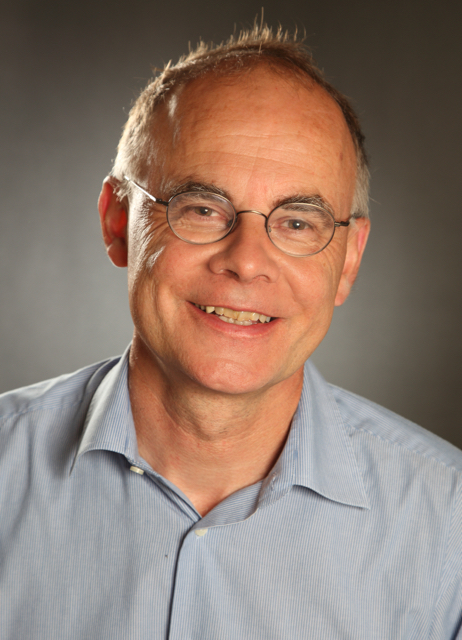
Ulf Gebken (2015)

Ulf Gebken (* 3. Februar 1963 in Oldenburg (Oldb)) ist ein deutscher Sportpädagoge. Seit 2014 ist er Professor für Sozialwissenschaften des Sports an der Universität Duisburg-Essen.

## Werdegang und Leben
Ulf Gebken wuchs in Rastede in der Nähe der Stadt Oldenburg als mittleres von drei Kindern auf. Gebkens Eltern stammten aus Brake und Wildeshausen. Sein Vater bildete die Bank- und Großhandelskaufleute des Genossenschaftswesen aus. Seine Mutter arbeitete als Grundschullehrerin in der Grundschule Leuchtenburg.
Gebken besuchte in Rastede die Grundschule Feldbreite, die Realschule und ab der 7. Klasse in Oldenburg die Graf-Anton-Günther-Schule. Nach dem Abitur schlossen sich Wehr- und Zivildienst, eine Ausbildung zum Bankkaufmann in der Bremer Landesbank und das Studium an der Universität Hamburg sowie der Carl-von Ossietzky Universität Oldenburg mit dem Abschluss Diplom-Handelslehrer an.
Nach dem Studium arbeitete Gebken als wissenschaftlicher Mitarbeiter in der Bremischen Bürgerschaft und dort eng mit der späteren Senatorin für Finanzen Karoline Linnert, dem Fraktionsvorsitzenden Dieter Mützelburg und der Bundestagsabgeordneten Marieluise Beck zusammen. Die unmittelbare Konfrontation mit den sozialen Herausforderungen in den benachteiligten Bremer Stadtteilen schärften seine soziale Sensibilität und führten zu dem späteren Engagement für sozial benachteiligte Kinder und Jugendliche.
Nach dem Referendariat an der BBS Delmenhorst I von 1993 bis 1995 führte ihn sein Weg als wissenschaftlicher Mitarbeiter zu Jürgen Dieckert an die Carl von Ossietzky Universität Oldenburg. Mit Dieckert entwickelt er Perspektiven für das Freizeitsportland Niedersachsen und eine „Soziodidaktik“ (Didaktik für soziales Lernen im Sport).
Nach der Promotion (Erziehung zum sozialen Handeln im Schulsport 2000) wechselte er in die Schulpädagogik zu Hilbert Meyer und koordinierte den BLK-Modellversuch „Lebenslanges forschendes Lernen“. Mit Wolfgang Fichten und Hilbert Meyer entwickelte er das Curriculum der Oldenburger Teamforschung. In der Zusammenarbeit mit Hilbert Meyer entstand 2003 die zahlreich rezipierte Publikation „Merkmale guten Sportunterrichts“.
Nach einer Vertretungsprofessur für Sportdidaktik an der Universität Hannover (2003) entwickelte er gemeinsam mit Christian Wopp aus dem „Ohmsteder Modell“ (1. FC Ohmstede) und mit Unterstützung des Präsidenten des Deutschen Fußball-Bundes Theo Zwanziger den Modellversuch des Deutschen Fußball-Bundes „Soziale Integration von Mädchen durch Mädchen“, der in den kommenden Jahren von zehn Bundesländern („Kicking Girls“) aufgegriffen wird und der heute unter dem Label „Futbalo Girls“ auch nach 15 Jahren an mehr als 200 Standorten europaweit umgesetzt wird.
Im Jahr 2010 habilitierte sich Gebken an der Universität Osnabrück – unterstützt von Prof. Dr. Christian Wopp – mit einer Untersuchung zum „Sozialraumorientierten Schulsport“.
Im Oktober 2014 wechselte er an die Universität Duisburg-Essen und übernahm die Professur „Sozialwissenschaften des Sports“, leitete von 2014 bis 2018 die Senatskommission „Diversity Management“ und übernahm im November 2020 die wissenschaftliche Leitung des Instituts für Stadtteilentwicklung, Sozialraumorientierte Arbeit und Beratung (ISSAB).

## Projekte
Über das innovative Projekt Futbalo Girls hinaus hat Gebken zahlreiche integrationsfördernde Bewegungsprojekte für Kinder und Jugendliche mitentwickelt und umgesetzt. Sie reichen von BIG (Basketball integriert Oldenburg), SPUR (Sprachförderung durch Bewegung), Open AREA (Offenes Bewegungsangebot für Jugendliche), Open Sunday (Offenes Bewegungsangebot für Kinder), Mini Sunday (Offenes Bewegungsangebot für junge Familien) bis hinzu Pottsports (Bewegungsangebote für Geflüchtete und Neueingewanderte in der Stadt Essen).
Eine dynamische Entwicklung nimmt das Projekt Open Sunday. Es wird inzwischen in zahlreichen Kommunen wie z. B. Essen, Duisburg, Herne, Hilden, Aachen, Oberhausen, Gelsenkirchen, Witten, Ennepetal, Bielefeld und Oldenburg in sozial-herausfordernden Stadtteilen umgesetzt. Darüber hinaus wird unter der Federführung von Gebken im zweijährlichen Turnus der Essener Kinder- und Jugendsportkongress durchgeführt.
Als Mitglied der Integrationskommission des Deutschen Fußball-Bundes hat er 2008 maßgeblich das Integrationskonzept, 2015 die Handreichung „Willkommen im Verein“ und 2017 die Handreichung „Im Fußball zu Hause“ mitverfasst.
Für den Landessportbund NRW konnte er 2017 die programmatische Handreichung „Flüchtlinge im Sportverein“ publizieren.
Seit 2010 leitet Gebken den Verein Integration durch Sport und Bildung e. V. und ist seit 2018 Mitglied im erweiterten Vorstand des Essener Sportbundes sowie seit 2021 Mitglied im Sportausschuss der Stadt Wuppertal.

## Publikationen (Auswahl)
- I. Glingener & U. Gebken (2024). Die Möglichkeit auf Resonanz im Schulsport. Beltz: Weinheim.
- U. Gebken: Offene Sportangebote für alle Kinder und Jugendliche – am Wochenende. In: Unsere Jugend. Band 72, Nr. 5, 2020, S. 108–116.
- U. Gebken, M. Kraushaar: Gewaltvorfälle im Männerfußball. Präventionsmaßnahmen. 2019. (uni-due.de)
- U. Gebken, J. Winter: Jugendrat der Anneliese Brost-Stiftung. Entwicklung und Perspektiven. 2019. (uni-due.de)
- M. Krüger, J. Kaulvers, P. Haller, S. Lakehal, G. Mavruk, S. van de Sand, J. Süßenbach, U. Gebken: Sprachbildung im Sportunterricht. Begriffe, Grundlagen und Perspektiven. In: Zeitschrift für sportpädagogische Forschung. Band 7, Nr. 1, 2019, S. 84–105.
- U. Gebken S. van de Sand: Open Sunday - ein Projekt im Stadtteil. In: Schüler - Wissen für Lehrer. (Friedrich Verlag). 2018, S. 27–29.
- U. Gebken, J. Süßenbach, M. Krüger, S. van de Sand: Sportunterricht mit neu zugewanderten Schülerinnen und Schülern – Förderung sprachlicher und soziokultureller Integration im und durch Sport. In: Sportpädagogik. Band 40, Nr. 3-4, 2016, S. 58–62.
- U. Gebken, S. van de Sand: Fußball hilft Flüchtlingen. In: C. Benholz u. a. (Hrsg.): Neu zugewanderte Schülerinnen und Schüler – eine Gruppe mit besonderen Potentialen. Beiträge aus Forschung und Schulpraxis. Waxmann, Münster 2016, S. 129–136.
- U. Gebken, B. Kuhlmann: Schulsport in der Migrationsgesellschaft. In: R. Leiprecht, A. Steinbach (Hrsg.): Schule in der Migrationsgesellschaft. Pädagogik Verlag, Schwalbach 2015, S. 378–392.
- U. Gebken, S. Vosgerau (Hrsg.): Fußball ohne Abseits. Ergebnisse und Perspektiven des Projekts 'Soziale Integration von Mädchen durch Fußball'. (= Bildung und Sport. Band 4). Springer Fachmedien, Wiesbaden 2014.
- U. Gebken: Zehn Jahre Ohmsteder Modell – Hintergründe des Projektes von seinen Anfängen bis zur bundesweiten Umsetzung. In: U. Gebken, S. Vosgerau (Hrsg.): Fußball ohne Abseits. Ergebnisse und Perspektiven des Projekts 'Soziale Integration von Mädchen durch Fußball'. (= Bildung und Sport. Band 4). Springer Fachmedien, Wiesbaden 2014, S. 13–25.
- U. Gebken, B. Kuhlmann: Schüler als Experten. In: Detlev Kuhlmann (Hrsg.): Schulsport öffnen – Strukturen, Lernorte, Akteure – ein Sammelband der Zeitschrift Sportpädagogik. Friedrich, Seelze 2013, S. 10–15.
- U. Gebken: Soziallernen - Methoden sozialen Lernens. In: H. Lange, S. Sinning (Hrsg.): Handbuch Methoden im Sport: lehren und lernen in der Schule, im Verein und im Gesundheitssport. Spitta, Balingen 2010, S. 537–547.
- U. Gebken, J. Vosgerau: Mick – ein Oldenburger Mädchenfußballprojekt öffnet die Schulen. In: B. Moschner (Hrsg.): Unterrichten professionalisieren: Schulentwicklung in der Praxis. Lüpkes, Berlin 2009.
- W. Fichten, U. Gebken: Conception and practice of Oldenburg Team Research. In: W. Fichten, W. Nitsch (Hrsg.): Action research and teacher education in Germany and South Africa. Oldenburg 2008, S. 93–112.
- U. Gebken, Petra Wolters: Schulsportverweigerer. In: Sportpädagogik. Band 32, 2008, S. 207–211.
- U. Gebken, A. Meyer: Die Talentshow – ein Projekt auch für Sportmuffel. In: Sportpädagogik. Band 29, Nr. 2, 2007, S. 13–15.
- U. Gebken, H. Meyer: Forschungsmethoden - Ein Überblick. In: W. Fichten u. a. (Hrsg.): Methoden-Reader zur Oldenburger Teamforschung. (= Oldenburger Vordrucke. 487). Didaktisches Zentrum, Oldenburg 2005, S. 10–18.
- U. Gebken, S. Schmücker: Wadim zeigt es allen. In: Sportpädagogik. Band 28, Nr. 4, 2004, S. 18–20.
- W. Fichten, U. Gebken, A. Obolenski: Konzeption und Praxis der Oldenburger Teamforschung. In: A. Obolenski, H. Meyer (Hrsg.): Forschendes Lernen – Theorie und Praxis einer professionellen LehrerInnenausbildung. Klinkhardt, Bad Heilbrunn 2003, S. 131–150.